# 차차차

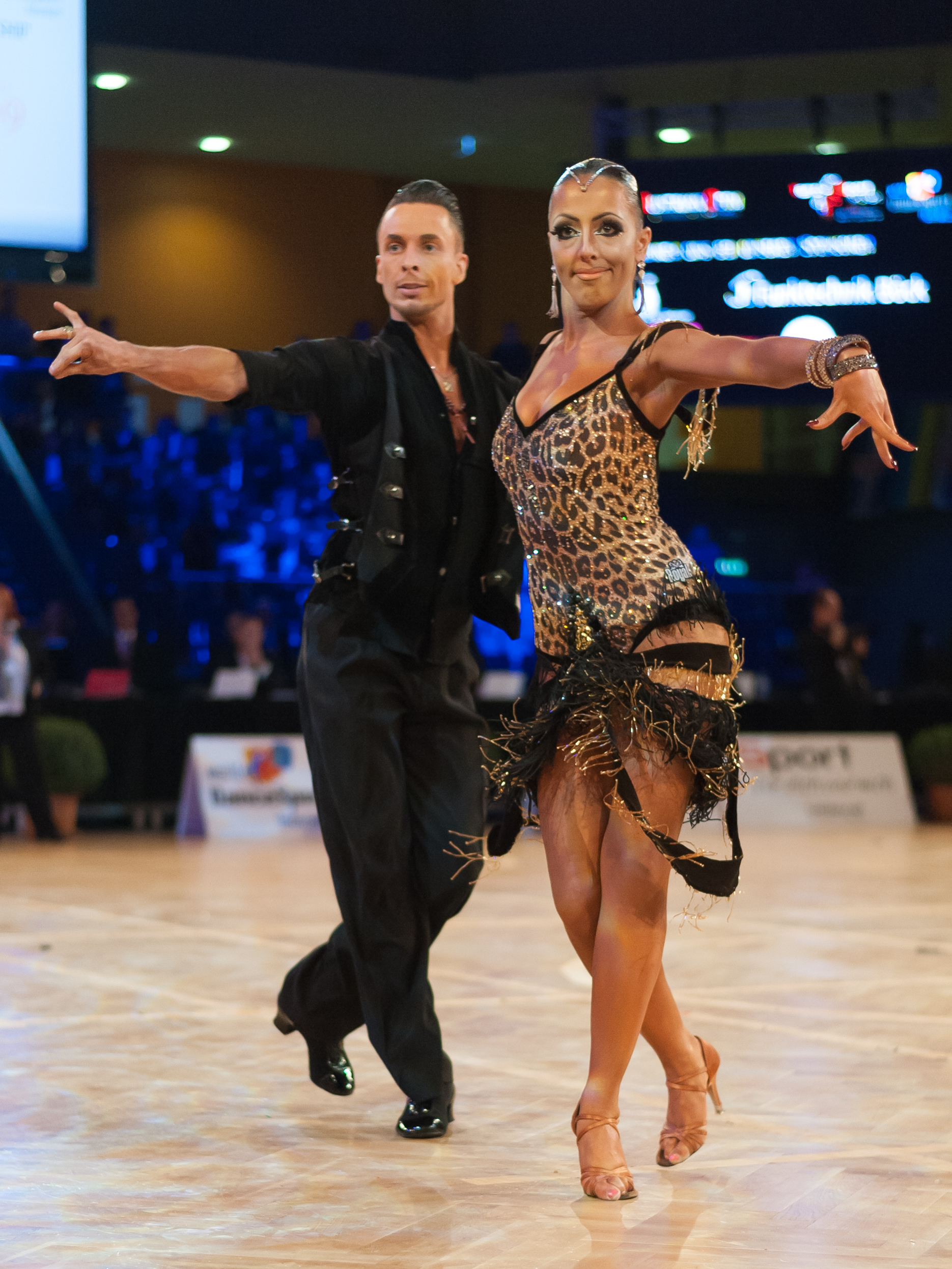

차차차(cha-cha-cha)는 라틴 아메리카 스타일의 댄스 음악이다. 룸바와 맘보에서 파생했다.